# غزو القيصر لمقدونيا
حدث غزو القيصر لمقدونيا كجزء من حرب قيصر الأهلية، بدءًا من هبوطه بالقرب من باليستي على ساحل إبيروس، واستمر حتى أجبر بومبيوس على الفرار بعد معركة فارسالوس.
المصدر الرئيسي المعاصر لمسرح الصراع هو تفسيرات الحرب الأهلية لقيصر، وهو سرد يوثق الأحداث منذ بداية الحرب الأهلية في 49 قبل الميلاد حتى فارسالوس. من المتوقع أن هذا السرد من تأليف قيصر وبالتالي فهو منحاز له، هناك مصادر أخرى هي رسائل شيشرون المعاصرة، والتواريخ اللاحقة لأبيان، وبلوتارخ، ومؤرخين إمبراطوريين آخرين. يستمر سرد الأحداث القيصرية في حول معركة الإسكندرية.

## الخلفية
فر بومبيوس بعد حصار برينديزي إلى مقدونيا بعد شهرين من بدء الحرب الأهلية في يناير 49 قبل الميلاد. كانت الأسباب الرئيسية لرحلته هي عدم الاستعداد النسبي لقواته المحتشدة في إيطاليا في بداية الحرب الأهلية والمزايا التي يمنحها الانتقال إلى مقدونيا: «سهولة الوصول إلى الموارد الهائلة للمقاطعات الشرقية... في منطقة كان فيها كل مجتمع وحاكم مرتبطًا به شخصيًا». دلّ هذا التوافر الهائل للموارد على قدرة بومبيوس على تجميع كميات كبيرة من القوات، والمال، والسفن، والإمدادات لحملته بسرعة. أمضى معظم العام في بناء وتدريب جيشه مقابل البحر الأدرياتيكي من إيطاليا بهدف طويل المدى يتمثل في تكرار استراتيجية سولا المتمثلة في استخدام المقاطعات الشرقية كقاعدة لشن غزو مضاد.
لم يتبع قيصر على الفور: الجزء الأكبر من قواته في مارس 49 قبل الميلاد لم يصل بعد إلى جنوب إيطاليا، وبغض النظر عن ذلك، افتقر إلى أسطول يمكنه من عبور البحر الأدرياتيكي. اختار بدلًا من ذلك غزو مقاطعات بومبيوس الإسبانية، نجح في ذلك وأجبرهم على الاستسلام بعد معركة إيلردا في حملة صيفية. كان موقف قيصر في إيطاليا مضطربًا بسبب تمرد القوات، «جزئيًا نتاج فترة من الخمول»، وتحرك بسرعة لأخذ زمام المبادرة ضد بومبيوس.

## عبور البحر الأدرياتيكي
في 4 يناير 48 قبل الميلاد، نقل قيصر سبعة فيالق -على الأرجح أقل من نصف قوة- إلى أسطول صغير جمعه وعبّر البحر الأدرياتيكي. كان خصم قيصر في منصب القنصل لعام 59 قبل الميلاد، ماركوس كالبورنيوس بيبولوس، مسؤولًا عن الدفاع عن الأدرياتيكي من أجل بومبيوس: لكن قرار قيصر بالإبحار فاجأ أسطول بيبولوس. نزل قيصر في باليستي، على ساحل إبيروت، دون معارضة أو اعتراض. ومع ذلك، انتشرت أخبار الإنزال واحتشد أسطول بيبولوس بسرعة لمنع أي سفن أخرى من العبور، مما وضع قيصر في وضع غير مريح من الناحية العددية.

### أوريكوم وأبولونيا
بعد إنزال قيصر، شرع في مسيرة ليلية ضد بلدة أوريكوم. أجبر جيشه البلدة على الاستسلام دون قتال، وأجبر سكان البلدة مندوب بومبيوس المسؤول هناك -لوسيوس مانليوس توركواتوس- على التخلي عن منصبه. بينما ذكرت تفسيرات قيصر أنهم استسلموا بعد رفضهم الوقوف ضد إمبراطورية قيصر، «ربما يكون الحساب العقلاني (للهزيمة المحتملة) قد ساهم أيضًا في قرارهم».
كان حصار بيبولوس يعني عدم قدرة قيصر على طلب الطعام من إيطاليا؛ وعلى الرغم من ذكر التقويم في شهر يناير، فالموسم كان أواخر الخريف، مما يعني أن قيصر اضطر إلى الانتظار عدة أشهر للحصول على الطعام. هربت بعض سفن الحبوب الموجودة في أوريكوم، قبل أن تتمكن قوات قيصر من القبض عليهم. ثم انتقل إلى أبولونيا وأجبرها على الاستسلام، قبل أن يغادر لمهاجمة مركز الإمداد الرئيسي لبومبيوس في دايرتشين.